# Pichincha
Der Pichincha ist der „Hausberg“ von Quito, der Hauptstadt Ecuadors. Der aktive Vulkan besitzt zwei Gipfel, von denen der Rucu Pichincha (Quechua: alter Pichincha) (4696 m) wesentlich näher an der Stadt liegt als sein mit 4776 m etwas höherer Bruder Guagua Pichincha (Quechua: junger Pichincha), der ungefähr fünf Kilometer westlich liegt, von Quito aus aber nicht sichtbar ist. Letzterer war 1999 sehr aktiv und brachte der Stadt einen Ausbruch mit Ascheregen. Dieser Ausbruch brachte es mit sich, dass ein großer Teil des westlichen Kraterrandes, aber auch der südöstliche, ehemals höchste Kraterbereich abbrach. Auf Grund der geografischen Lage Quitos wird angenommen, dass eventuelle Lavaflüsse keine Gefahr für die Stadt bedeuten.
Rucu Pichincha ist leicht in einer Tagestour zu besteigen. Besonders seit der Fertigstellung der Seilbahn TelefériQo ist die Besteigung schnell und einfach geworden: Touristen können eine Distanz von 800 m an der Flanke Cruzloma zurücklegen, die sie bis auf 3947 m Höhe befördert. Frühere Sicherheitswarnungen werden von lokaler Polizei und Reiseveranstaltern nicht mehr bestätigt; die Besteigung beider Gipfel gilt heute als sehr sicher.
Einer der ersten und prominentesten europäischen Besteiger war Alexander von Humboldt, der 1802 verschiedene Messungen auf beiden Gipfeln durchführte und zudem die nahe gelegenen Vulkanberge des Antisana, Cotopaxi, Tungurahua und Chimborazo zu ersteigen versuchte.
Nach der Schlacht am Pichincha am 24. Mai 1822 wurde Ecuador bzw. die Real Audiencia de Quito von Spanien unabhängig.
Am 11. Juli 1960 flog eine Douglas DC-3/C-47E der United States Air Force (USAF) (45-1109), unterwegs im Auftrag der US-Mission, gegen den Vulkan Pichincha, 12 Kilometer westlich vom Flughafen Quito (Ecuador). Dabei wurden alle 18 Insassen getötet.

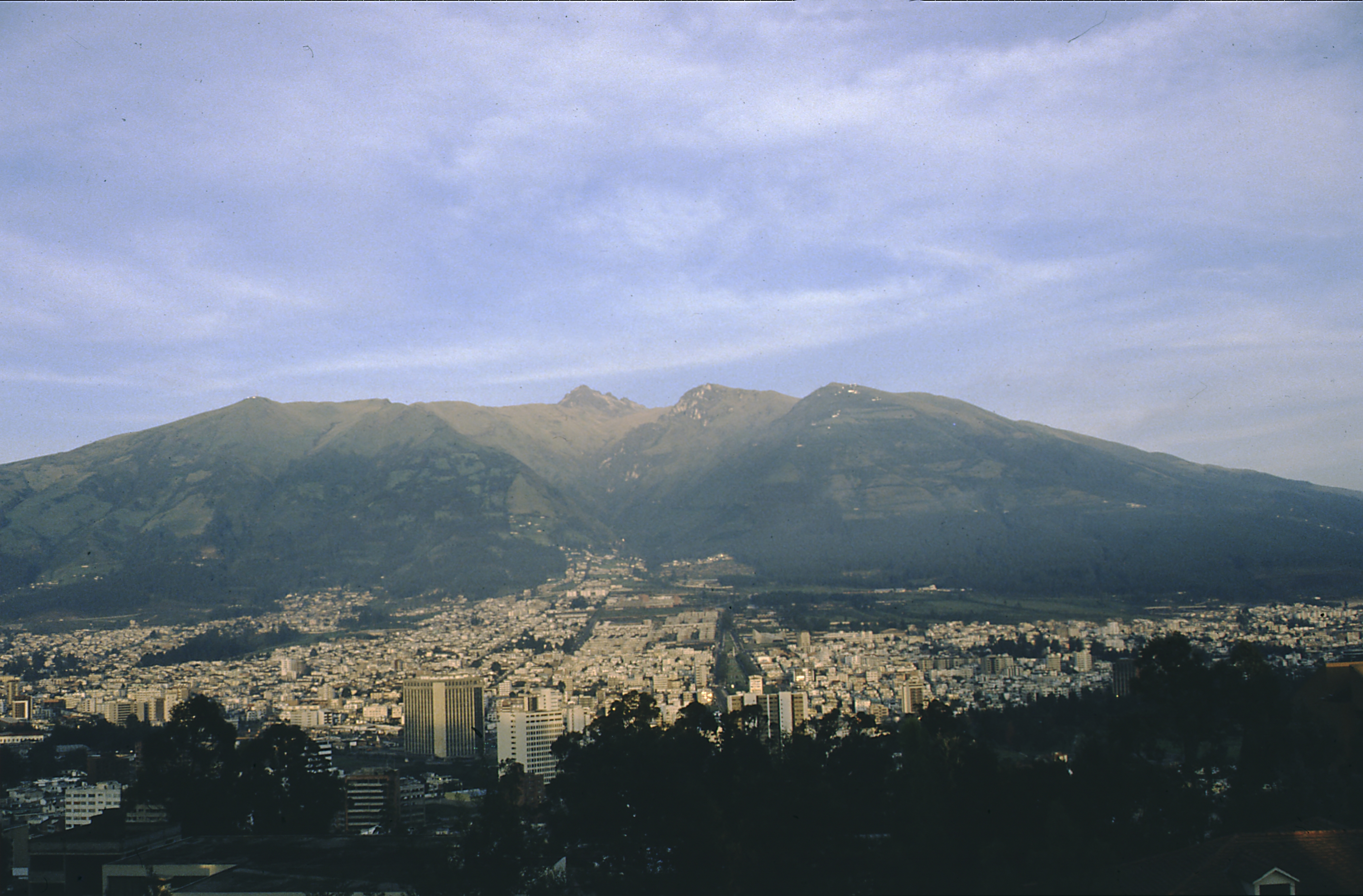
Quito mit dem Pichincha (1985)
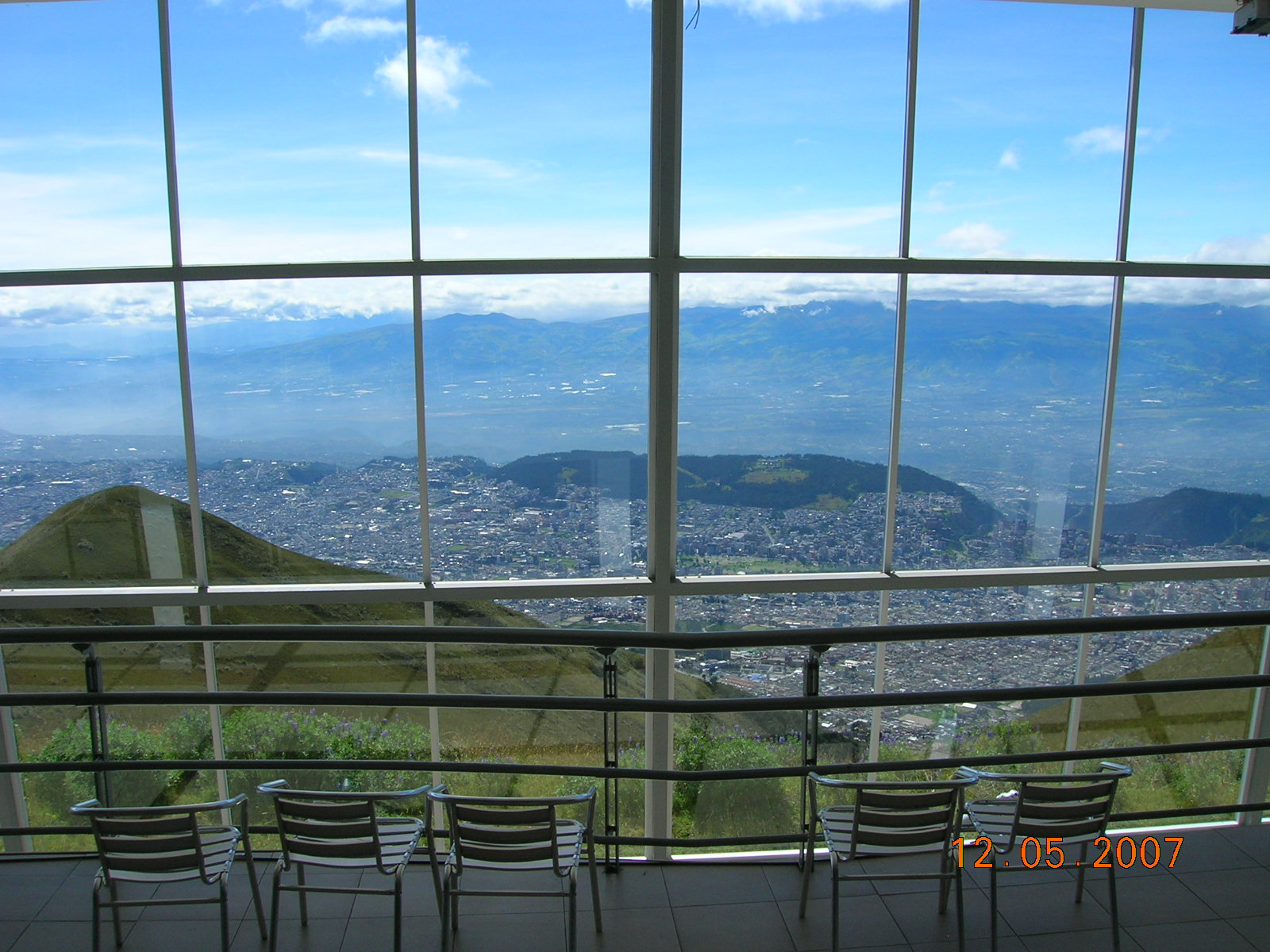
Blick auf Quito von der Bergstation der Seilbahn
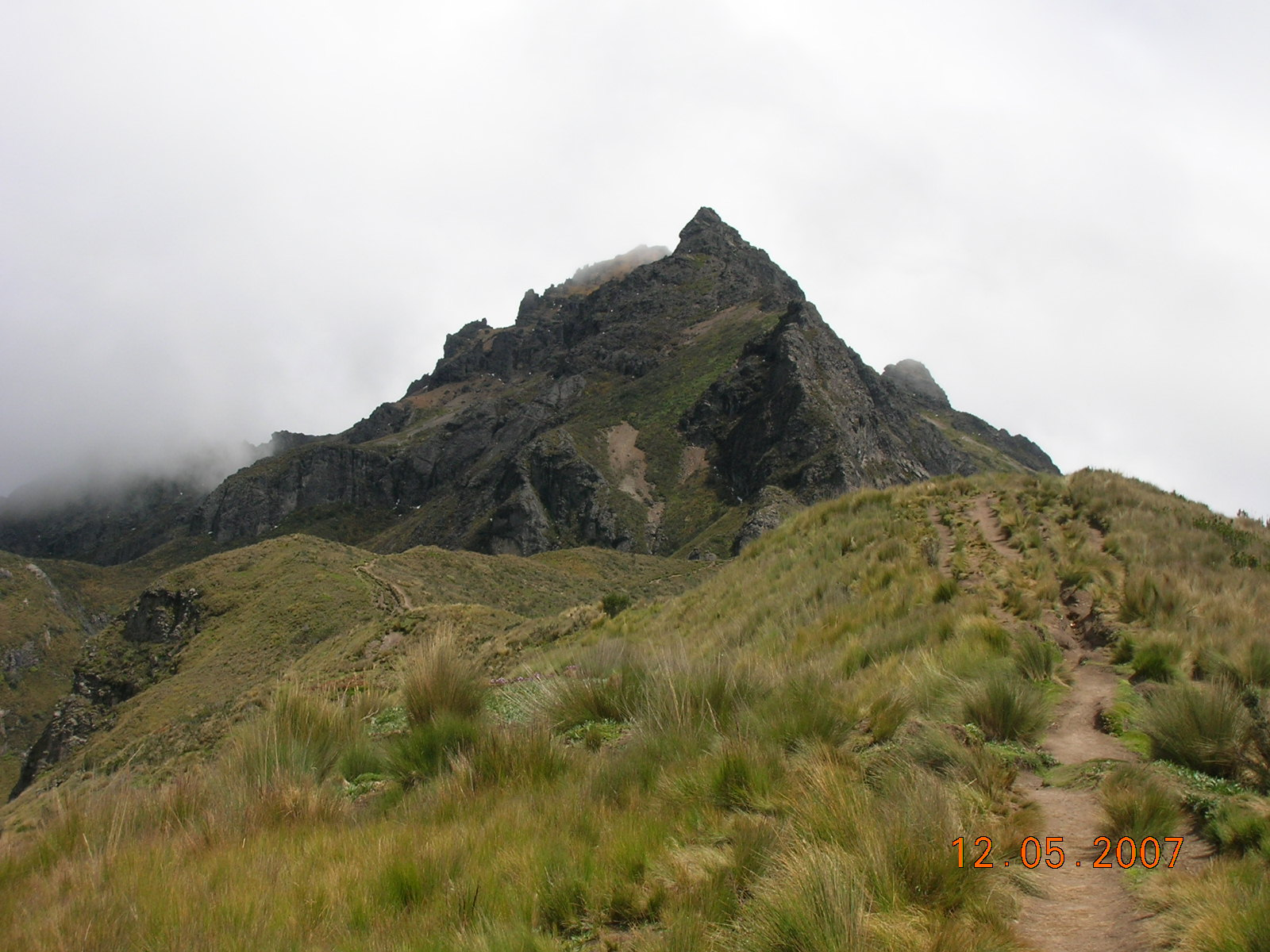
Auf dem Weg zum Gipfel des Rucu Pichincha
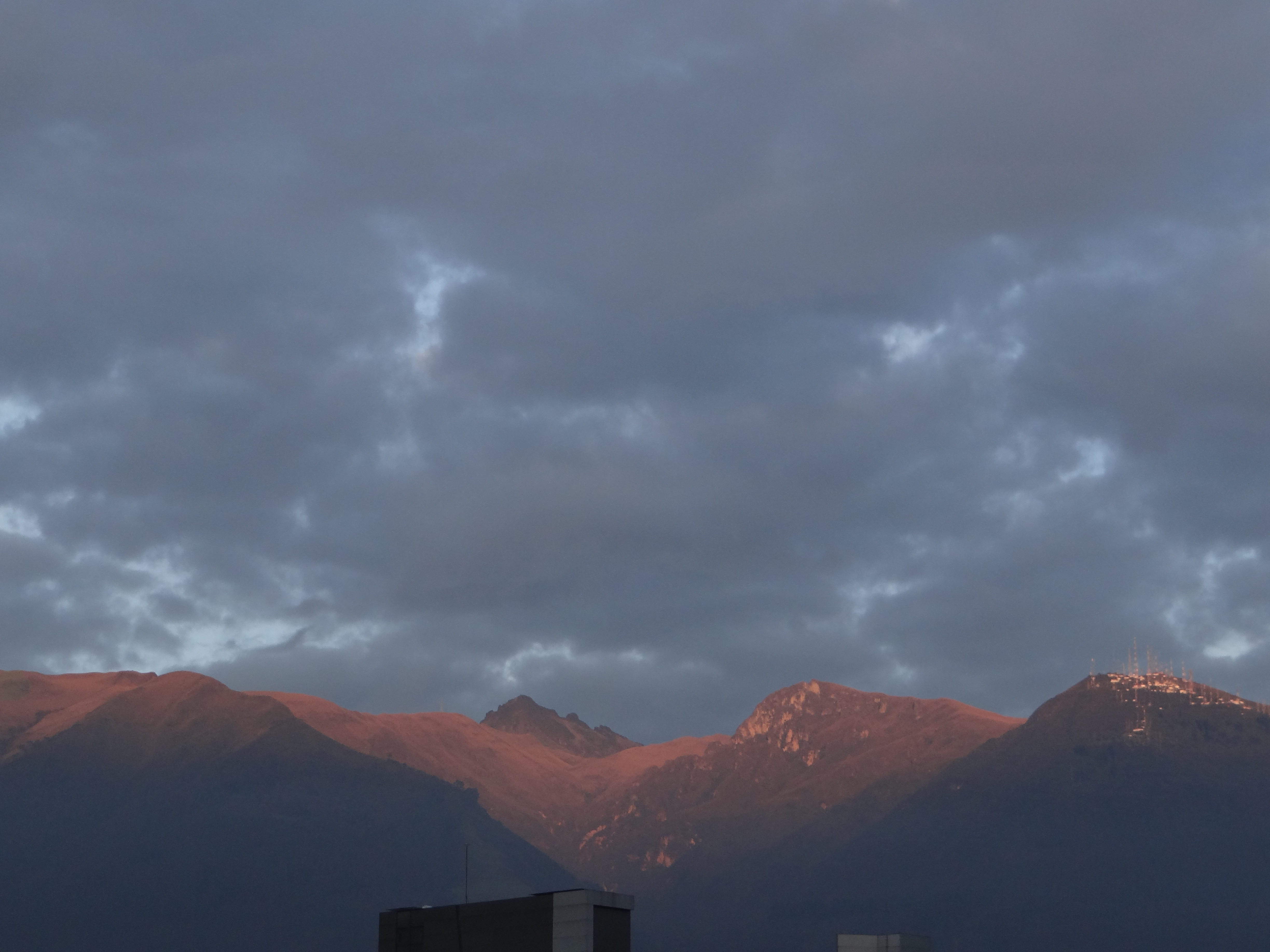
Pichincha